# José Laguna
José Laguna y Calderón de la Barca fue un marino español que participó en el Río de la Plata de la lucha contra la invasión inglesa de 1806 y contra la Revolución de Mayo de 1810.

## Biografía
José Laguna nació el 28 de diciembre de 1759 en Badajoz, España, hijo de Manuel de Laguna Becerra y Moscoso y de María Antonia Calderón de la Barca y Chamucero.
El 6 de noviembre de 1777 ingresó en la Real Compañía de Guardamarinas y tras su egreso fue destinado a la corbeta Santa Elena con el grado de alférez.

Participó de campañas corsarias en el océano Atlántico y en el mar Mediterráneo, en el combate de la Punta de Europa de 1782 y en los bombardeos de Argel y Orán.

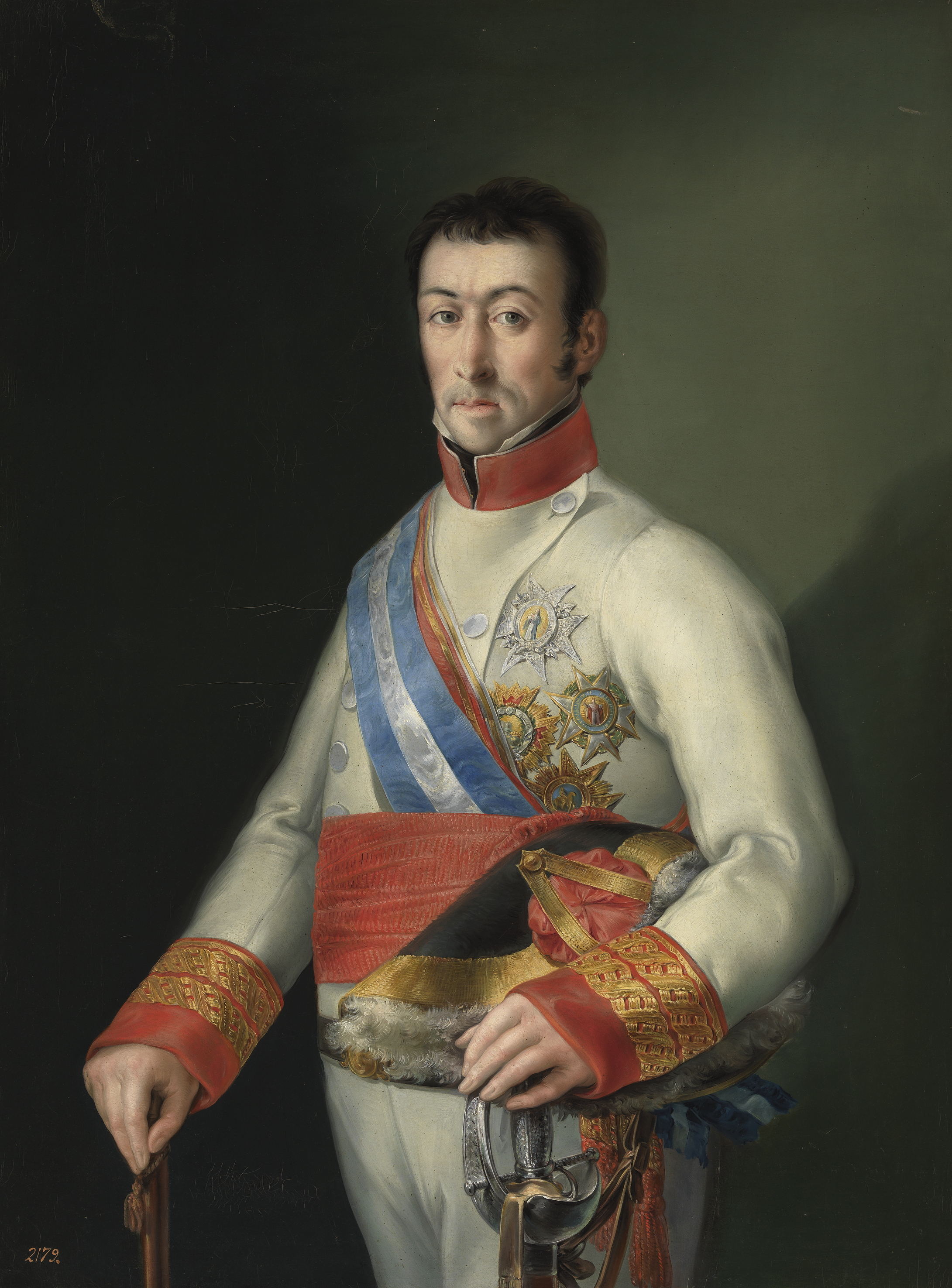
General Francisco Javier de Elío. Atribuido a Miguel Parra. (Museo del Prado).

En 1786 ingreso como caballero en la Orden de Santiago y fue enviado al Virreinato del Río de la Plata para incorporarse a la administración del virrey Pedro de Melo de Portugal y Villena.
El 5 de octubre de 1802 fue ascendido a capitán de fragata y se lo designó Comandante Militar de Matrícula del puerto de Buenos Aires, dependiente del Apostadero de Montevideo, y juez de primera instancia para las apelaciones ante el tribunal del Almirantazgo.
Durante la primera invasión inglesa en 1806, Laguna tomó las lanchas y barcos de cabotaje surtos en el puerto de Buenos Aires y los ubicó en la desembocadura del Riachuelo protegiendo el acceso a la ciudad por ese punto.
Al capitular la ciudad, los buques fueron tomados como presa legítima por los británicos y la amenaza de no devolverlos pesó en la solicitud de sus dueños al virrey Rafael de Sobremonte para que cediése los caudales.
Una vez en posesión de los fondos, el comandante británico William Carr Beresford permitió a Laguna y al alférez de fragata Martín Jacobo Thompson restituir los pequeños pero numerosos buques a sus propietarios.
Laguna quedó prisionero y como tal permaneció en Buenos Aires, sin sueldo y bajo palabra de no combatir al Reino Unido hasta ser canjeado, juramentándose y firmando a tales efectos ante el capitán británico Alejandro Gillespie.
Ese año casó con Casimira Francisca Javiera de Aguirre y Lajarrota, hija de Agustín Casimiro de Aguirre y Micheo y de María Josefa Alonso de Lajarrota y de la Quintana, y hermana de José Agustín de Aguirre y de Manuel Hermenegildo Aguirre, abogado, comerciante y economista quien participaría de los primeros gobiernos argentinos y sería ministro de hacienda del presidente Bernardino Rivadavia.
El 24 de septiembre de 1808 se constituyó una Junta de Gobierno y Observación en Montevideo bajo la presidencia de Francisco Javier de Elío y en franca desobediencia de la capital. Muchos de los altos oficiales de la Real Armada, entre ellos el capitán de navío Juan Ángel de Michelena y los capitanes de fragata José Laguna y Jacinto de Romarate, se negaron a reconocer la Junta montevideana.
En igual sentido, al estallar el movimiento consiguiente en Buenos Aires con la asonada de Álzaga del 1 de enero de 1809, Laguna apoyó a Santiago de Liniers, siendo posteriormente ascendido.

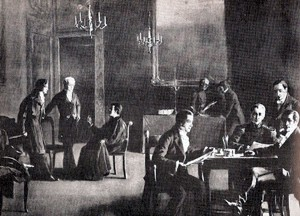
La Primera Junta. Óleo de Julio Vila y Prades.

Mientras se producían los sucesos de mayo de 1810, la mayor parte de los oficiales de marina pertenecientes a la comandancia de Montevideo se encontraban por desconocer la Junta de Montevideo o por mero accidente en Buenos Aires. 
Ante las novedades, se presentaron pidiendo pasaporte para trasladarse a Montevideo, sin querer reconocer antes a la Junta con el pretexto de que su comandante los llamaba perentoriamente para escuchar sus órdenes verbales. La Junta pese a lo evidente de la excusa, para evitar incidentes no forzó la jura ni los retuvo, con lo que la flotilla realista pudo recuperar sus mandos.
Habiendo siendo llamado Elío a España, ejercía como gobernador interino de Montevideo el Brigadier Joaquín de Soria y Santa Cruz (comandante general de la campaña de la Banda Oriental y antiguo Gobernador de Misiones), pero quien controlaba efectivamente la plaza era el comandante general de marina José María Salazar.
Fueron excepciones la de Pascual Ruiz Huidobro, el alférez de navío Matias de Irigoyen y Quintana (porteño que había combatido en Trafalgar, Martín Jacobo Thompson y José Laguna.
Estos estuvieron presentes en la jornada del 22 de mayo y excepto el último votaron a favor de la junta. Laguna apoyó el voto del oidor Manuel de Reyes, favorable a la continuidad del virrey Baltasar Hidalgo de Cisneros.
Consolidado un nuevo gobierno juntista tras los sucesos del 25 de mayo, Laguna pasó a Montevideo y permaneció en el bastión realista. Durante la Campaña Naval de 1814 se desempeñó como Jefe del Apostadero, hasta la caída de la ciudad en 1814, siendo tomado prisionero. Fugó y consiguió llegar a Cádiz. En 1817 se le unió su esposa, estableciéndose en Badajóz. Fue ascendido a brigadier y murió en 1828.
Tuvo cuando menos un hijo, José Casimiro Laguna Aguirre Lajarrota, y una hija, Dolores Laguna y Aguirre, quien casó con Rodrigo Vaca, hijo del primer marqués de Fuentesanta.